# Cantanhede, Brasilien
Cantanhede är en ort i Brasilien.   Den ligger i kommunen Cantanhede och delstaten Maranhão, i den nordöstra delen av landet, 1 400 km norr om huvudstaden Brasília. Cantanhede ligger 25 meter över havet och antalet invånare är 8 344.
Terrängen runt Cantanhede är platt. Cantanhede är det största samhället i trakten.
Omgivningarna runt Cantanhede är huvudsakligen savann. Runt Cantanhede är det ganska glesbefolkat, med 21 invånare per kvadratkilometer.